# Santesteban
Santesteban (em castelhano) ou Doneztebe (em basco) é um município da Espanha na província e comunidade autónoma de Navarra. Tem 8,69 km² de área e em 2021 tinha 1 826 habitantes (densidade: 210,1 hab./km²).

## Demografia
| Variação demográfica do município entre 1991 e 2004 | Variação demográfica do município entre 1991 e 2004 | Variação demográfica do município entre 1991 e 2004 | Variação demográfica do município entre 1991 e 2004 |
| --------------------------------------------------- | --------------------------------------------------- | --------------------------------------------------- | --------------------------------------------------- |
| 1991                                                | 1996                                                | 2001                                                | 2004                                                |
| 1191                                                | 1291                                                | 1385                                                | 1479                                                |